# Ligue nationale du football féminin
La Ligue Nationale du Football Féminin (en arabe : الرابطة الوطنية لكرة القدم النسائية), couramment abrégé en LNFF, est la structure dirigeante du football algérien qui s'occupe de la gestion de tout le football féminin. Créée tardivement en 2013, elle succède à la Fédération Algérienne de Football et gère les compétitions de niveau national et régional du football féminin algérien.

## Historique des présidents
| # | Président        | Période                | Note                             |
| - | ---------------- | ---------------------- | -------------------------------- |
| 1 | Djamel Kashi (1) | juin 2013 - janv. 2021 | Candidat unique, élu par l'AGE   |
| 1 | Djamel Kashi (2) | janv. 2021 -           | Candidat unique, réélu par l'AGE |